# ال دوئنده (نیومکزیکو)
ال دوئنده (به انگلیسی: El Duende) یک منطقهٔ مسکونی در ایالات متحده آمریکا است که در شهرستان ریو آریبا، نیومکزیکو واقع شده‌است. ال دوئنده ۷۰۷ نفر جمعیت دارد و ۱٬۷۳۵٫۸۶ متر بالاتر از سطح دریا واقع شده‌است.